# 是照院
是照院（ぜしょういん）は、東京都文京区にある臨済宗妙心寺派の寺院。

## 歴史
1644年（正保元年）の開山である。酒井友俊が父の酒井友完の菩提を弔うべく、当時平林寺にいた兄の石院祖蘊を開山として創建した。よって父の友完を開基としている。また石院祖蘊の隠居寺を兼ねていた。
その後、享保年間に火災に遭ったが、高崎藩の大河内松平家の援助により再興された。その後、大河内松平家の菩提寺になるとともに、平林寺の江戸出張所の役割を果たすことになった。
なお当寺第15世住職永泉玄昌は、三遊亭圓朝の異父兄である。永泉玄昌の実母が初代橘屋圓太郎と再婚したことによる。

## 交通アクセス
- 春日駅より徒歩10分。